# Lenguas germánicas orientales
Las lenguas germánicas orientales eran una subfamilia de la familia de las lenguas germánicas. La lengua germánica oriental de la que se han conservado textos es el gótico; otros idiomas que se suponen germánicos orientales incluyen el burgundio, el gótico de Crimea —que se conservó hasta el siglo XVIII— y el vándalo.
A partir de los datos de Jordanes, Procopio, Pablo el Diácono y otros, pruebas lingüísticas y evidencias en la toponimia y arqueológicas, se cree que las tribus germánicas orientales (burgundios, godos, rugios, vándalos y otros), hablantes de estas lenguas, habrían emigrado desde Escandinavia a la zona comprendida entre los ríos Oder y Vístula entre los siglos VII y IV a. C. De hecho, la influencia escandinava en Pomerania y el norte de Polonia a partir del siglo III y en adelante fue tan considerable que esta región es a veces incluida en la cultura de la Edad de Bronce nórdica (Dabrowski 1989:73).
También hay evidencias arqueológicas y toponímicas de que  los burgundios residieron en la isla de Bornholm en Dinamarca (en nórdico antiguo Borgundarholm).
Las tribus germánicas orientales estarían relacionadas con las tribus germánicas septentrionales, habrían emigrado desde Escandinavia hacia el este del río Elba (burgundios, godos, rugios, vándalos y otros).